# Anden Boerkrig
 "Boerkrigen" omdirigeres hertil. For andre betydninger af Boerkrigen, se Boerkrigen (flertydig).
Den anden boerkrig (ofte bare betegnet boerkrigen) i 1899-1902 var en britisk ekspansionskrig med henblik på at indlemme Transvaal og Oranje i deres sydafrikanske koloni, Kapkolonien. Den var motiveret af bl.a. store guldfund i de to boerrepublikker, men også for at skabe en række sammenhængende kolonier fra nord til syd i Afrika. Storbritannien mødte uventet hård modstand og måtte indsætte betragtelige styrker, og selv om det lykkedes dem at få kontrol med strategisk vigtige byer, fortsatte boerne en guerillakrig med mobile enheder, som var svære at skelne fra civilbefolkningen.
Som modtræk samlede briterne den civile boerbefolkning i koncentrationslejre, hvor dårlige indkvarteringsforhold førte til høj dødelighed. Dette skabte betydelig modstand mod den britiske krigsførelse i omverdenen.
Da fortsat krig forekom udsigtsløs, sluttede de sidste boerstyrker i 1902 fred med Storbritannien. Dermed var det britiske herredømme over det nuværende Sydafrika komplet. Både briter og boere slog forholdsvis hurtigt ind på en pragmatisk politik, som ud over forsoning mellem de to befolkningsgrupper havde hvid kontrol med det sydlige Afrika som fælles mål.
Trods denne hurtige politiske forsoning blev boerkrigen et mentalt fikspunkt for Sydafrikas hvide, afrikaanstalende befolkning. I forbindelse med opbygningen af afrikaaner-nationalismen i 1930'erne og 1940'erne blev krigen sammen med 1830'ernes store træk ophøjet til en begivenhed af nærmest mytologisk karakter. For mange afrikanere var lidelserne under krigen med til at legitimere opbygningen af apartheidstaten og undertrykkelsen af befolkningsflertallet. Krigens betydning for de ikke-hvide befolkningsgrupper er ofte overset i gængs historieskrivning.
Erobringen kostede Storbritannien ca. 22.000 dræbte.

## Krigens forløb
Boerkrigen eller den sydafrikanske krig kaldes den krig, som den sydafrikanske republik (Transvaal) i forening med Oranjefristaten og boere i Kapkolonien førte 1899—1902 med England til værn for deres uafhængighed. Den fremkaldtes navnlig ved en konflikt mellem de såkaldte "uitlanders" i Transvaal og regeringen og udbrød 9. oktober 1899 efter et ultimatum Transvaals præsident Kruger tilstillede England, der på det tidspunkt kun rådede over 10.000 mand i Sydafrika; andre 10.000 mand fra Malta og Indien var efter september undervejs, mens der yderligere blandt den engelske befolkning oprettedes 8.000 mand frivillige afdelinger.
At boerne trods deres ringe antal ( 252.000) ville forsøge våbenlykken, skyldtes tillid til deres egen krigsdygtighed, der var vist under krigen 1881, håb om fremmed indblanding og fortrøstning til fredskongressen i Haag.

### Stridskræfter
De stridskræfter, der kunne opstilles, bestod af alle våbenføre mænd fra 16 til 60 år. Deraf fandtes i juni 31.229 indskrevne i Transvaal, 22.375 i Oranjefristaten, og de har deltaget i krigen; men da disciplinen var mangelfuld, og ingen mod sin vilje kunne holdes i hæren, har den virkelige krigsstyrke på samme tid aldrig overskredet 40.000 mand. Af faste tropper havde Transvaal desuden et beredent politikorps på 1.400 mand, et artillerikorps på 600 mand, der kunne fordobles, og Oranjefristaten et artillerikorps på 400 mand; yderligere deltog på boernes side 734 uitlanders i korps på 25—200 mand (deriblandt også et skandinavisk) og ca. 2.500 boere fra Kap. Som våben benyttedes det tyske Mauser-gevær og Henry-Martini’s, af hvilke der med forskellige andre systemer fandtes ca. 70.000, samt 4 155 mm Creusot-kanoner (long Toms), 4 120 mm Krupphaubitzer, fire do. fra Canet, 19 75 mm hurtigskydende Schneider-kanoner, 14 75 mm Krupp ældre kanoner, 28 37 mm Vicker’s Maxim-Mitrailløser (Pompons) og 37 Maxim-geværmitrailløser.

### Krigen starter
Fjendtlighederne åbnedes ved et kombineret angreb fra Transvaal med ca. 18.000 mand og 14 kanoner under general Piet Joubert og fra Oranje-Fristaten med ca. 3000 mand mod Natal; desuden skulle ca. 8.000 mand under general Piet Cronjé indeslutte Kimberley og Mafeking imod vest, og 3.500 Oranje-boere var opstillede på landets sydgrænse. På engelsk side stod general Symons med ca. 4.000 mand i det nordlige Natal, hvor chefen, general White, desuden havde 6.000 mand i Ladysmith, mindre styrker langs banen til Durban; 700 mand stod ved Stormberg og De Aar, mens jernbanerne derfra til East London og Kap var sikrede ved mindre kommandoer. Til forsvaret af Mafeking, Kimberley og Rhodesia kunne kun lokale tropper og frivillige korps afgives. I England mobiliseredes straks 1. Armékorps og en kavaleridivision, i alt 39.000 mand, foruden 9.400 mand etapetropper, ligesom også Australien og Canada stillede tropper til rådighed, men disse forstærkninger kunne først efterhånden komme til stede.
Den 14. oktober besatte Joubert Newcastle, hvorfra han rykkede videre mod Glencoe, mens Oranje-boerne kom til Besters Station vest for Ladysmith. Jouberts venstre fløj, ca. 1.000 mand under Lucas Meyer beskød overraskende 20. oktober fra Talana Hill den engelske lejr ved Dundee, hvorfor Symons besluttede at angribe dette bjerg. Han led betydelige tab og faldt selv, men nåede sit mål. Hans efterfølger, general Yule, indså dog, at han måtte forene sig med White i Ladysmith. Uden at forfølges nåede han 26. oktober hertil. For at hjælpe kolonnen tilbage, fremskød White 21. oktober tropper mod Elandslaagte, og den energiske general French slog her samme dag sammen med ca. 4.500 mand og 18 kanoner boerhærens højre fløj under general Kock med 1.500 mand og to kanoner, deriblandt tyske og hollandske frikorps. I denne hårde kamp mistede boerne ca. 100 døde og sårede samt 200 fanger, hvoriblandt den sårede general Kock, englænderne mistede 40 officerer og 225 mand.
General Joubert lod sig dog ikke standse og nåede allerede 24. oktober Rietfontein, hvor White samme dag angreb ham, hvad der kostede englænderne betydelige tab, uden at Ladysmiths indeslutning derved hindredes. Herfra gjorde White 30. oktober et udfald med hele sin styrke delt i tre kolonner. De to blev standset af boernes artilleri; venstre kolonne under oberst Carleton blev tvunget efter 10 timers kamp, der kostede 46 døde og 138 sårede, til at overgive sig med 873 mand og 37 officerer, hvorved boerernes selvtillid forøgedes, og oprørsbevægelsen i Kap tiltog i styrke, så præsident Steyn for Oranjefristaten gav sine boere lov til 1. november at rykke over Oranje-floden ind i kolonien, lige som også andre kommandoer rykkede ind i Bechuanaland.
Den 2. november indtraf chefen for 1. Armékorps, sir Redvers Buller, i Kapstaden, og da White med ca. 13.000 mand var indesluttet i Ladysmith, som han i en kreds af 28 km befæstede, mens boernes belejringslinje var 53 km, opgav Buller sin oprindelige plan: en fremrykning med hele sit korps over Bloemfontein til Pretoria; i stedet for bragtes hjælp, hvor det var fornødent. Således splittedes hans styrke, idet divisionen Clery dirigeredes til Durban, en del af divisionen Gatacre, hvortil general French med sit rytteri fra Ladysmith sluttede sig, til Stormberg og lord Methuens division til De Aar. Efter boerne 3. november havde besat Colenso ved Tugela-floden, var White fuldstændigt isoleret, og da Joubert ifølge opfordring af sin energiske underfører, general Louis Botha, med en del af sin styrke rykkede mod Pietermarisburg, hvortil vejen lå åben, begav Buller sig 22. november til Natal for at ordne forsvaret her. Den 23. november standsede dog general Hildyard boerne ved Willow-Grange, og Joubert gik tilbage over Tugela-floden, hvis forsvar overlodes Botha. Han selv måtte på grund af et fald med hesten afgive kommandoen til Schalk Burger, der belejrede Ladysmith.

### Engelske forstærkninger
I slutningen af november var 1. Armékorps omsider nået frem, så englænderne rådede over 52.000 mand, 173 kanoner og 65 maskingeværer.
Lord Methuen skulle med ca. 9.400 mand og 22 kanoner undsætte Kimberley, hvor Cecil Rhodes var indesluttet, og som forsvaredes af ca. 2.400 mand med 12 kanoner under oberst Kekewich. Han rykkede fra De Aar mod Belmont, hvor han fordrev boerne den 23. november, ligesom han den 25. november slog dem ved Graspan. Men nu var general Cronje med ca. 8.000 mand og 12 kanoner fra Mafeking, hvis belejring overlodes til kommandant Snymann — og som forsvaredes af oberst Baden-Powell med 1.000 mand og 6 kanoner —, rykket ned til Modder-floden, hvor det 28. november kom til en blodig kamp, som kostede Methuen, der selv blev let såret, 23 officerer og 445 mand, mens boernes tab kun var 30 mand. De opgav dog modstanden her, men indtog en ny stilling ved Magersfontein, og her led Methuen, hvis styrke var blevet forøget til 11.000 mand og 33 kanoner, 11. december et betydeligt nederlag ved Slaget ved Magersfontein. Han mistede i alt 65 officerer og 871 mand, mens boernes tab kun var 250 mand, af hvilke 43 mand faldt på det skandinaviske korps, der næsten ødelagdes.
Dagen før led general Gatacre et nederlag under angrebet på Stormberg, idet general Grubler med 400 boere angreb ham i ryggen og fratog ham 500 mand og 3 kanoner.
Endnu uheldigere gik det general Buller, som 15. december forsøgte at komme over Tugela-floden ved Colenso. Hans angreb med ca. 15.000 mand og 44 kanoner afsloges af general Botha, der havde ca. 6.000 mand og 4 kanoner, med et tab af kun 30 mand, mens englænderne mistede ca. 71 officerer og 950 mand foruden 11 kanoner.
Virkningen af disse tre nederlag på en uge (the dark week) var uhyre stor såvel i England som i Sydafrika. Hist besluttede man sig til at anspænde sig af yderste evne for at bringe et omslag til veje. Buller erstattedes 18. december af lord Roberts som overgeneral, men beholdt sin kommando. Til stabschef udpegedes den energiske general Horatio Kitchener, og desuden mobiliseredes tre ny divisioner, flere beredne afdelinger og en hel del frivillige korps.
Inden de kunne nå frem, herskede der stilstand i operationerne; kun French og Gatacre angreb forgæves Colesberg og Stormberg, mens Schalk Burger den 6. januar forsøgte at storme Ladysmith, hvilket angreb dog blev afslået; til at belejre byen i egentlig forstand manglede han artilleri (han havde kun 24 kanoner og haubitsere). Den 10. januar indtraf lord Roberts i Kapstaden, og han begyndte straks at ordne forplejningen og forberede den påtænkte fremrykning fra De Aar mod Bloemfontein. General Buller gjorde, efter at være blevet forstærket med divisionen Warren, med 27.400 mand og 84 kanoner sit andet undsætningsforsøg ved at omgå højre fløj af stillingen ved Tugela. Warren’s division og Macdonald’s beredne tropper overskred den 17. januar floden ved Trichards Drift. I de næste dage kæmpedes videre, uden at den omgående bevægelse lykkedes, hvorefter Warren overlod sagen til sin underfører, Clery. Denne besluttede at angribe det 1.470 m høje Spionkop, hvilket overdroges brigaden Woodgate. Han nåede natten 23.-24. januar op ad bjerget, der kun var besat af 140 boere, som trak sig tilbage. Tågen hindrede dog oversigten. Botha tilkaldte 200 mands forstærkning, og Woodgate led nu så store tab (han selv faldt), at hans efterfølger, oberst Thorneycroft, kl. 7 aften besluttede at rømme bjerget, hvorefter Buller med et tab af 87 officerer og 1.655 mand atter overskred Tugela uden at blive forfulgt. Boernes tab var kun 329 mand og 50 fanger. Han gjorde derpå 5.-6. februar et 3. undsætningsforsøg, idet han ville gennembryde boerstillingen øst for Spionkop ved Vaalkrantz, men også det mislykkedes med et tab af 20 officerer og 354 mand, hvorefter Buller den 12. februar samlede hele sin styrke ved Chievely.
Men nu var lord Roberts færdig med sine forberedelser til fremrykning. Foruden Methuens styrke, der blev stående lige over for Cronje ved Magersfontain, samledes 9.-11. februar sydøst derfor 3 fodfolksdivisioner (6., 7. og 9.), en rytterdivision under general French, der var hidkaldt fra Colesberg, 3.000 mand beredne tropper, i alt 27.000 geværer, 11.000 sabler og 98 kanoner, og 12. februar overskred French Riet-floden ved Waterwal Drift, mens fodfolket senere gik over der og ved Kiel Drift. French mødte kun ringe modstand og nåede 15. februar Kimberley efter samme dag at have gennembrudt boerlinien med hele sin division. Fodfolksdivisionerne fulgte bagefter i en dagsmarchs afstand og tvang ved denne omgående bevægelse Cronje ud af sin stilling; til gengæld kastede boerføreren C. de Wett sig over det engelske træn og erobrede 200.000 portioner, 48.000 rationer og 184 vogne. Cronjes hærstyrke, hvormed et stort tros, kvinder og børn, fulgte, standsedes imidlertid 17. februar af general French ved Paardeberg, og angrebes her dagen efter af Kitchener. Med et tab af 67 officerer og ca. 1.200 mand (boerne mistede ca. 200 mand) afvistes angrebet, men boerhæren indesluttedes dog ved Modder-floden af de tililende forstærkninger og blev stærkt beskudt; alle forsøg fra de Wetts og andres side på at undsætte Cronje mislykkedes, så han 27. februar måtte kapitulere med 4.050 mand, deriblandt 200 sårede, mens kun 3—400 mand undslap.
Denne sejr blev krigens vendepunkt. Roberts’ energiske fremrykning havde også hjulpet Buller frem i Natal. Den 14. februar begyndte han nemlig sit fjerde undsætningsforsøg og valgte denne gang at omgå Colenso-stillingens venstre fløj. Allerede den 18. februar blev den rømmet og en ny stilling indtaget fra Grobler Kloof til Pieters-Hill. Den 21. februar overskred Warren Tugela, og der kæmpedes nu til 27. februar, da det endelig lykkedes Buller efter tab af 123 officerer og 1.975 mand, at erobre Pieters-Hill, hvorpå vejen til Ladysmith lå åben, som dagen derpå undsattes efter 118 dages indeslutning. Også fra Kapkolonien trak boerne sig nu tilbage.
Den 1. marts optog Roberts fremrykningen mod Bloemfontein, med i alt 30.000 mand og 116 kanoner og slog de 7.000 mand, som Steyn og de Wett havde samlet i en 15 km lang stilling ved Poplar Grove. Endnu engang ydede 6.000 boere under de Wett den 10. marts heltemodig modstand ved Driefontein, men derefter vendte de fleste hjem, og den 13. marts kunne Roberts holde sit indtog i Bloemfontein. Hans stilling her var dog i begyndelsen højst ugunstig: hæren havde lidt store savn (alene French havde mistet 2.000 heste), forbindelsen med Kapstaden (1.200 km) var afbrudt og forsyningerne knappe. Der gik seks uger, før hæren atter var bragt på fode og etapevæsenet ordnet; Kruger og Steyn gjorde dog et forsøg på at ende krigen på grundlag af status quo inden fjendtlighedernes begyndelse, men den 11. marts afviste Englands regering dette tilbud, hvorefter lord Roberts udstedte en proklamation, hvori der lovedes beskyttelse for enhver boer, der afleverede sine våben og vendte hjem, et løfte, som dog ikke blev holdt. Thi efter general Jouberts død 27. marts blev den kun 36 år gamle general Botha hans efterfølger og rejste boernes mod, så der fandt en Række kampe sted: 31. marts ved Sannas Port, hvor de Wett tog 373 mand og syv kanoner, og 4. april ved Reddersburg, hvor 547 mand måtte overgive sig til ham.
Først i begyndelsen af maj var den sydøstlige del af Oranjefristaten renset for boerkommandoer og Roberts kunne rykke til Pretoria. Lord Methuen, som var standset ved Waal-floden af boerne (4. april ødelagde han dog et frikorps ved Boshof under den franske oberst de Villebois-Mareuil, som faldt), fik nu forstærkning af general Hunters to brigader, og skulle yde sit. I alt rådede englænderne over følgende kræfter: Methuen og Hunter med 20.000 mand og 68 kanoner ved Kimberley-Boshof; Roberts med 65.000 mand og 210 kanoner omkring Bloemfontein; Buller med 35.000 mand og 100 kanoner ved Ladysmith; desuden 55.000 mand besætningstropper og ca. 23.000 syge, i alt 200.000 mand.
Af boerkræfter stod 6.000 mand under Wessels ved Hoopstadt, 8.000 mand under Delarey og de Wett ved Brandfort og Thabanschu, 7.000 mand under Louis Botha ved Kroonstad og 6.000 mand under Chr. Botha i Biggars-bjergene, mens 2.000 mand under Fourie bevogtede Drake-bjergene.
Roberts begyndte sin fremrykning 3. maj med ca. 41.400 mand og 144 kanoner i to kolonner (resten måtte efterlades til beskyttelsen af jernbanen); 9. maj nåede han Zandrivier, hvorfra boerne fordreves, 12. maj besattes Kroonstad, og 25.—27. maj blev Vaal-floden overskredet.
Buller brød 7. maj op fra Ladysmith, kastede 13. maj Chr. Botha tilbage fra Biggars-bjergene og samlede derpå hele sin styrke ved Newcastle, hvor han foreløbig blev stående.
Mindre heldig var Methuen og Hunters fremrykning, der begyndte 14. maj; den første måtte beordres til Kroonstad for at sikre Roberts’ ryg; derimod lykkedes det et af Hunter udsendt kommando på 1.100 mand i forbindelse med oberst Plumer fra Rhodesiaden 18. maj at undsætte Mafeking. Efter, at Roberts 28. maj ved en proklamation havde annekteret Oranjefristaten, fortsatte han fremrykningen mod Johannesburg, som blev besat den 31. maj, og den 5. juni holdt han sit indtog i Pretoria, som præsident Kruger allerede havde forladt 29. maj, og hvor alle engelske krigsfanger, med undtagelse af 129 officerer, måtte efterlades. Botha førte disse til Diamond Hill, 25 km øst for Pretoria. Roberts angreb ham her 11. juni, men først 13. juni lykkedes det at fordrive Botha, der om natten måtte gå tilbage til Middelburg.
Atter oprandt en vanskelig tid for Roberts, thi Kruger havde besluttet, at nu skulle det være krig for alvor. Navnlig lød efterretningerne meget foruroligende fra Oranje-Kolonien, hvor de Wett, der rådede over ca. 8.000 mand, havde opfanget flere jernbanetog og den 7. juni taget en hel bataljon til fange ved Rhenoster station.
I slutningen af juni sendtes fem kolonner under general Hunter i forbindelse med general Rundle imod ham. Han selv slap med 2.000 mand og fem kanoner til egnen syd for Kroonstad, men i denne by måtte Pieter de Wett den 27. juli overgive sig, mens general Prinsloo den 29. juli kapitulerede med 3.000 mand ved Fouriesburg nær Basutoland, hvorefter Harrismith besattes den 4. august. Chr. de Wett fortsatte sine operationer (Olivier, der fulgte med ham, blev 25. august taget til fange ved Winburg), hvorfor lord Kitchener med betydelige kræfter sendtes ud imod ham. Han undveg først over Waal, gjorde egnen vest for Pretoria usikker, vendte atter tilbage til Oranje-Kolonien og narrede alle sine forfølgere.
Imidlertid var Buller i begyndelsen af juni brudt op fra Newcastle, havde den 11. juni slået Chr. Botha ved Allemans Nek og besatte den 22. juni Standerton, og med en mindre kolonne den 30. juni Heidelberg, hvorefter hans hær måtte benyttes til sikring af jernbanen, der truedes af Louis Botha. Først i august fik han ordre til at støtte Roberts’ fornyede fremrykning mod Komatipoort, efter at den første i slutningen af juli, på grund af begivenhederne i Oranje-Kolonien, havde måttet standse i Middelburg. 26. og 27. august angrebes Louis Botha med 4.000 Mand ved Bergendal nær Komati af Roberts og Buller i forening, og for dette dobbelte angreb måtte han vige, først til Machadorp, som Buller besatte 28. august, og derefter til Lydenburg, der erobredes 8. september, hvorved 1.800 fanger befriedes; boerne spredte sig nu i alle retninger. Allerede den 11. september forlod præsident Kruger Transvaal og drog til Lorenço-Marquez, hvorfra et hollandsk krigsskib førte ham til Europa. Schalk Burger blev hans efterfølger, men fra nu af manglede en fast regering og en organiseret krigsmagt i Transvaal, som 1. september erklæredes for indlemmet i det britiske rige, mens Roberts efter Kruger’s afrejse gav til kende, at enhver modstand herefter ville blive kuet med ubøjelig strenghed.
Da boerne således formentlig var blevne underkuet, drog Lord Roberts i begyndelsen af november tilbage til England, hvorefter general Kitchener blev overgeneral.

### Oprettelse af koncentrationslejre
Skønt han rådede over i alt 210.000 mand, kom han til at stå lige over for en vanskelig opgave. Transvaalerne samlede sig under Schalk Burger og Ben Viljoen, som i stedet for den syge Louis Botha tog overkommandoen ved Pietersburg, og under Delarey i Vest-Transvaal, Oranje-boere under Steyn og de Wett i Swazu-Landet, men desuden dukkede der overalt boerkommandoer op, der overfaldt jernbanetog eller mindre afdelinger. I alt stod ca. 20.000 boere under våben, og Kitchener så sig nødsaget til i begyndelsen af 1901 at indkalde nye tropper. For at berøve boerne deres tilhold og hjælpekilder lod han landet ødelægge, idet gårdene afbrændtes, hvorefter kvinder og børn, hvide og sorte, til sidst 120.000, samledes i lejre, hvor de led megen nød, men derved blev forbitrelsen så meget desto større, og krigen førtes på begge sider med ikke ringe grusomhed.
I januar rykkede de Wett med 2.000 mand ind i Kapkolonien, hvor Kitcheners strenge forholdsregler vakte modstanden til live igen, men efter at være forfulgt i 18 dage måtte han 28. februar atter søge tilbage over Oranje-floden. Samtidig havde Botha gjort et mislykket indfald i Natal. Der indlededes derefter fredsforhandlinger i Middelburg mellem Botha og Schalk Burger på den ene side og Kitchener på den anden, men da denne ikke ville indrømme rebellerne i Kap amnesti, førte forhandlingerne ikke til noget.
Kitchener maatte nu gribe til nye kraftige forholdsregler for at bringe modstanden til at ophøre. Han lod landet gennemstrejfe af talrige flyvende kolonner (indtil 60), hvortil ca. 50.000 mand anvendtes, og de opnåede ofte betydelige resultater. Boerne blev da forsagte, men da Kitchener ved proklamation af 7. august truede alle boerførere med permanent forvisning og de menige med tab af deres ejendele og svære mulkter, hvis de ikke inden 15. september havde nedlagt våbnene, vaktes deres modstand på ny til live. Den 26. september angreb Botha med ca. 3.000 mand forterne Itala og Prospekt nær Zululandet, hvilket angreb dog blev afslået, hvorefter han vendte tilbage, men natten 31. oktober—1. november tilføjede han oberst Bensons kolonne et fuldstændigt nederlag ved Bakenslaagte nær Bathel. Også Delarey tilføjede Methuens tropper 30. september og 24. oktober et nederlag, mens de Wett 24. december overfaldt en engelsk lejr ved Tweefontein mellem Betlehem og Harrismith. Kun i Kap fik French i september nogenlunde bugt med oprøret. Kolonien blev erklæret i belejringstilstand, og flere eksekutioner fandt sted.

### Blokhuse og pigtrådshegn
Af ikke ringe betydning blev det for englænderne, at de hyppigt anvendte nattemarcher, hvorved de overrumplede adskillige boerlejre, samt det af Kitchener opfundne blokhussystem, der var påbegyndt i februar og fuldførtet inden året var omme. Herved inddeltes krigsskuepladsen, ved anlæg af blokhuse langs jernbanelinjerne i distrikter, så boerernes bevægelser hemmedes, og linjerne sikredes. Hvert blokhus optog 8 à 15 mands besætning, og afstanden imellem dem, der først var ca. 2.700 m, formindskedes efterhånden til ca. 1.000 m, idet de forbandtes ved løbegrave, pigtrådshegn og telefon. Blokhuslinierne havde til sidst en udstrækning af flere tusinde km og slugte 25.000 mands besætning, mens 150.000 mand medgik til sikring af hovedpunkterne.

### Fredsforhandlinger
Ikke desto mindre vedblev boererne at yde modstand, og alene i december 1901 fandt 310 kampe sted, de 120 i Transvaal, 101 i Oranje-kolonien, 79 i Kap og 9 i Natal, hvorefter englænderne ved såkaldte klapjagter søgte at indfange deres modstandere. En sådan begyndte februar 1902 med 23 kolonner mod de Wett i Heilbron, men han undslap. Ligeledes lykkedes det Delarey 7. marts at tilføje Methuen, der rådede over 1.200 mand, et nederlag ved Tweebosch, syd for Mafeking, idet generalen toges til fange; men det blev boernes sidste sejr, thi tilstanden i koncentrationslejrene var nu blevet således (8.000 kvinder og 14.000 børn var døde der), at fred måtte sluttes, hvis ikke hele boerbefolkningen skulle gå til grunde. Den 23. marts indfandt dens repræsentanter sig i Pretoria for at underhandle, hvilket 15. maj førte til Freden i Vereeniging. Boerne nedlagde våbnene og anerkendte Edvard VII’s suverænitet, men de beholdt deres sprog i skolen og ved domstolene, og der stilledes dem repræsentative institutioner i udsigt. Rebellerne i Kap straffedes med tab af deres borgerlige rettigheder. Fangerne, i alt ca. 37.000 mand, skulle transporteres tilbage til deres hjemstavn og ville få borgerret, når de anerkendte overenskomsten, mens indbyggernes repatriation skulle ordnes af en kommission, der fik rådighed over 3 millioner £.

## Situationen ved krigens slutning
Ved krigens slutning havde Kitchener endnu en hærstyrke på 237.800 mand til sin rådighed, mens boere kun havde 12.000 mand i felten. Ofrene havde på begge sider været uhyre. Det engelske tab var ca. 1.000 officerer og 20.000 mand, hvoraf dog kun 695 officerer og 7.322 mand faldt for fjendens kugler, og af heste anvendtes ikke færre end 550.000, mens omkostningerne gik op til ca. 4 milliarder kroner.
Af boere døde i alt 12.000 på grund af sår og sygdom.